# Flora Novae-Zelandiae
Flora Novae-Zelandiae (abreviado Fl. Nov.-Zel.) es un libro con ilustraciones y descripciones botánicas que fue escrito por el botánico y explorador inglés Joseph Dalton Hooker. Fue publicado en 2 partes en los años 1852-1855 con el nombre de Botany of the Antarctic Voyage ...Volume 2. Flora Novae Zelandiae.

## Publicaciones
- Parte n.º 1, p. 1-80, 10 Jun 1852; p. 81-160, 6 Sep 1852; p. 161-142, 13 Jan 1853; p. 243-312, 5 Dec 1853;
- Parte n.º 2, p. 1-80, 27 Apr 1854; p. 81-160, 11 Jul 1854; p. 161-272, 9 Feb 1855; p. 273-378, 9 Feb. 1855